# Boulengeromyrus knoepffleri
Boulengeromyrus knoepffleri es una especie monotípica de pez elefante en la familia Mormyridae. Es endémico del bajo Guinea, restringiéndose a los ríos Ivindo y Ntem, ambos presentes en Gabon y Camerún respectivamente. Puede alcanzar un tamaño aproximado de 413 mm.
Respecto al estado de conservación, se puede indicar que de acuerdo a la IUCN, esta especie puede catalogarse en la categoría de «menos preocupante (LC o LR/lc)».